# Athaulf
Athaulf (372 – 415 à Barcelone) est un roi des Wisigoths régnant de 410 à 415. Dans la littérature, il peut aussi être nommé « Athaulfe », « Ataulfe », « Athaulphe », « Ataulphe », « Athaulph » ou « Ataulph ».

## Biographie
Athaulf appartient à la noble famille des Balthes. Selon Zosime, il est le beau-frère du roi Alaric auquel il succède. Jordanès décrit Athaulf comme un homme remarquable, autant par la supériorité de son esprit que par sa beauté. Sa première épouse serait une sœur d'Alaric, qui lui aurait donné plusieurs enfants. Il épouse ensuite Galla Placidia, fille de l'empereur romain Théodose Ier, qui lui donna un enfant mort en bas âge. Selon la chronique des rois wisigoths (Chronica regum Wisigotthorum), Ataulphus régna six ans. 

### Un roi cavalier
Vers 408 ou 409, Alaric établit un camp permanent en Toscane et organise son armée pour attaquer Rome. Il est rejoint par Athaulf et ses cavaliers qui descendent du Danube où ils protégeaient le limes contre les Huns. Il a porté le titre de comte des cavaliers dans l'armée fédérée d'Alaric.
À la fin de l'année 410, après le sac de Rome (août 410), les Wisigoths se trouvent dans le Sud de l'Italie ; Alaric a le projet de gagner l'Afrique romaine par la Sicile. Mais il meurt à ce moment et est inhumé près de Cosenza. Les Goths choisissent leur nouveau souverain ; Athaulf le cavalier est élu pour les mener à travers les Gaules. Alaric lui aurait confié la garde d'Ælia Galla Placidia, fille de l'empereur Théodose (379–395) et demi-sœur de l'empereur romain d'Occident Honorius, captive des Wisigoths depuis le sac de Rome en 410.

### Un Wisigoth romanisé

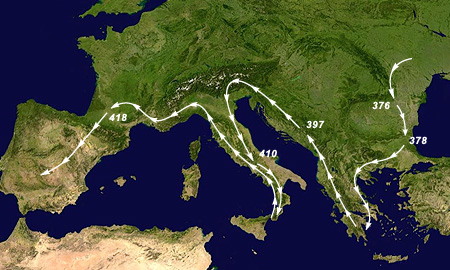
La migration des Wisigoths de 376 à 418.

Athaulf renonce au projet africain ; les Wisigoths remontent vers le Nord de l'Italie, puis, en 412, entrent en Gaule, où ils enlèvent aux usurpateurs Jovin et Sébastien la Provence puis l'Aquitaine. Les Romains ne bougent pas à cause de la présence de Galla Placidia à ses côtés. Selon la Chronique gauloise, dès son arrivée en Gaule il aurait reçu de l'Empire une terre en Aquitanique et il est avéré qu'il prit rapidement possession de Bordeaux. En 412, les Goths sont bien installés à Bordeaux et à Bazas.
Peu après, le 1er janvier 414, à Narbonne, Athaulf épouse en grande pompe Galla Placidia. Ils donneront naissance à Théodose. Son mariage « romain » est une humiliation pour l'Empereur qui devient beau-frère d'un Goth ; mais il est aussi mal vécu par les Goths qui le lui reprochent. Un mariage de rites romains qui suit un premier mariage de rites wisigothiques à Forlì. Ce mariage est interprété par certains chrétiens, comme Hydace de Chaves ou Paul Orose, comme l'accomplissement d'une des prophéties de Daniel, selon laquelle la fille d'un roi du midi s'unira en mariage avec un roi du nord, menant éventuellement à la fin des temps.

### La fuite vers l'Espagne
Les Wisigoths subissent alors la pression de Constance, général au service d'Honorius, qui souhaitait épouser Galla Placidia et qui reprend Narbonne ; acculés à la famine par le blocus des ports par les Romains, ils incendient Bordeaux et Bazas avant de passer en Hispanie et de prendre Barcelone en décembre 414.

### Un roi qui divise
En 414 ou au début de 415, à Barcelone, Galla Placidia a un fils auquel est donné le nom significatif de Theodosius (Théodose), nom de son grand-père Théodose Ier. Mais il meurt en bas âge, très probablement assassiné à l'instigation d'une faction de nobles wisigoths hostiles à Athaulf qui aurait, selon eux, souhaité « restaurer l'Empire romain grâce à la force gothique » et placer son fils sur le trône impérial. Le chagrin de ses parents est, semble-t-il, immense, à une époque où il est fréquent de perdre un enfant en bas âge ; son corps est placé dans un cercueil d'argent et déposé dans une chapelle aux portes de la ville. 
En septembre 415 (ou 416), Athaulf est assassiné, égorgé par un Goth à Barcelone, alors qu'il s'entretenait avec ses courtisans. À la nouvelle de sa mort, des jeux ainsi que des feux d'artifice furent organisés à Constantinople. 
Le nouveau roi, Sigéric, fit exécuter les six enfants de son premier mariage et maltraita sa seconde épouse, Galla Placidia. Cependant, il régna à peine quinze jours avant d'être lui aussi assassiné au nom de la faide germanique par des partisans d'Athaulf. 
Le noble Wallia, de la famille Balthes, est alors élu roi.